# Григорово (Урицкий район)
Григорово — деревня в Урицком районе Орловской области России.
Входит в состав Богдановского сельского поселения.

## География
Расположена западнее деревни Ужаринка. Южнее деревни проходит автодорога 54К-17, которая ответвляется от автомобильной дороги Р120: Орёл — Брянск — Смоленск — Беларусь. Севернее — протекает река Цон.
Через Григорово проходит просёлочная дорога, образующая улицу Ужаринскую.

## Население
| 2010 |
| ---- |
| 0    |